# Plan Pékin

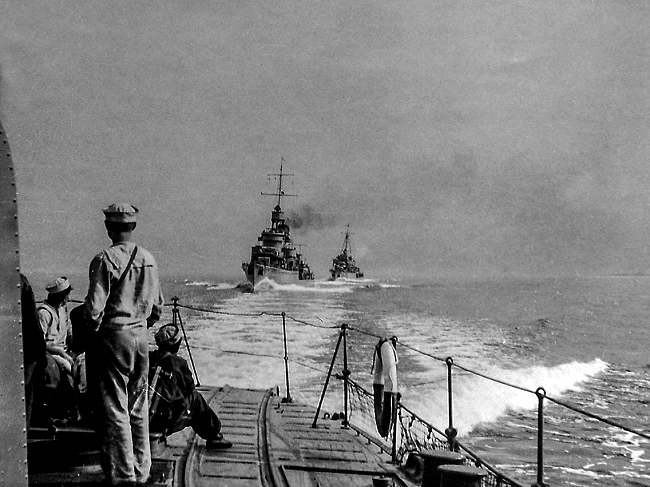
Destroyers polonais pendant le plan Pékin. Vue du Grom et du Burza depuis le Błyskawica.

Le plan Pékin (ou opération Pékin) était une opération au cours de laquelle trois destroyers de la marine polonaise, le Burza (« Tempête »), le Błyskawica (« Éclair »), et le Grom (« Tonnerre »), furent évacués vers le Royaume-Uni à la fin août et début septembre 1939 avant le déclenchement de la guerre. Ils reçurent l'ordre de se rendre dans des ports britanniques et d’aider la Royal Navy britannique dans le cas d'une guerre avec l'Allemagne nazie. Le plan fut un succès et permit aux navires d'éviter une destruction certaine durant l'invasion allemande.

## Contexte

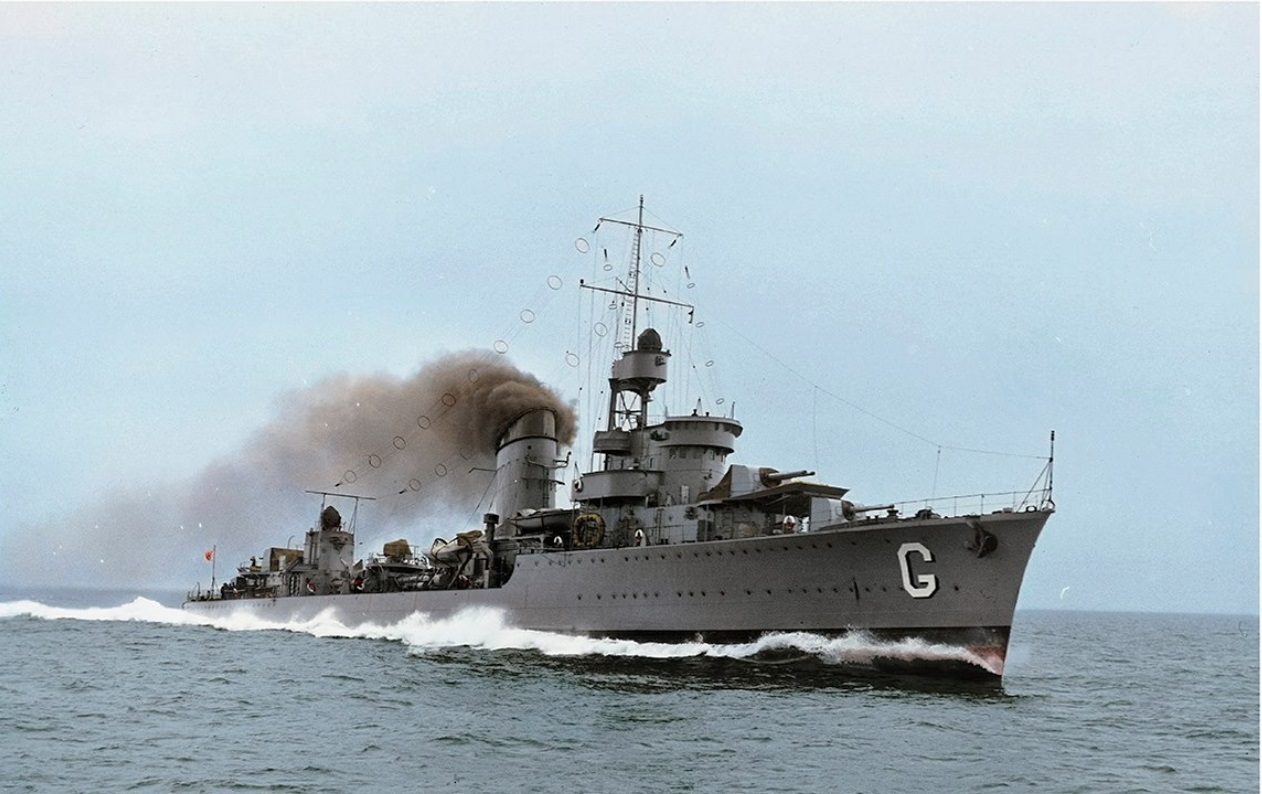
Le destroyer ORP Grom, 1937.

Le plan fut mis au point afin d’escamoter la division de destroyers (Dywizjon Kontrtorpedowców) de la marine polonaise du théâtre d'opération de la mer Baltique. La Kriegsmarine avait sur la marine polonaise un avantage numérique accablant, et dans le cas d'une guerre, le haut commandement polonais s'était rendu compte que les navires qui resteraient dans la Baltique, petite mer fermée, seraient susceptibles d'être rapidement coulés par les Allemands. De plus, les détroits danois étaient à portée de la Kriegsmarine et de la Luftwaffe, il y avait donc peu de chances que le plan puisse réussir après le début des hostilités.
Le gouvernement britannique, le 24 août 1939, par l'intermédiaire du lieutenant-général Sir Adrian Carton de Wiart, chef de la mission militaire britannique fit de fortes recommandations au maréchal Edward Rydz-Śmigły, commandant en chef des forces polonaises, pour évacuer les éléments les plus modernes de la flotte de la Baltique. Śmigły-Rydz, initialement réticent, accepta le principe de cette évacuation.
Une partie de la raison qui motiva Śmigły-Rydz à s’y ranger était l'idée d'une tête de pont roumaine. On espérait en Pologne que les forces polonaises pourraient tenir dans le sud-est du pays, près de la frontière commune avec la Roumanie, jusqu'à l'arrivée d'une offensive franco-britannique. Des munitions et des armes pourraient être livrées à partir de l'ouest par les ports et les chemins de fer roumains. La marine polonaise serait alors en mesure d'escorter les navires transportant des fournitures dans les ports roumains.

## Le voyage vers l’Écosse

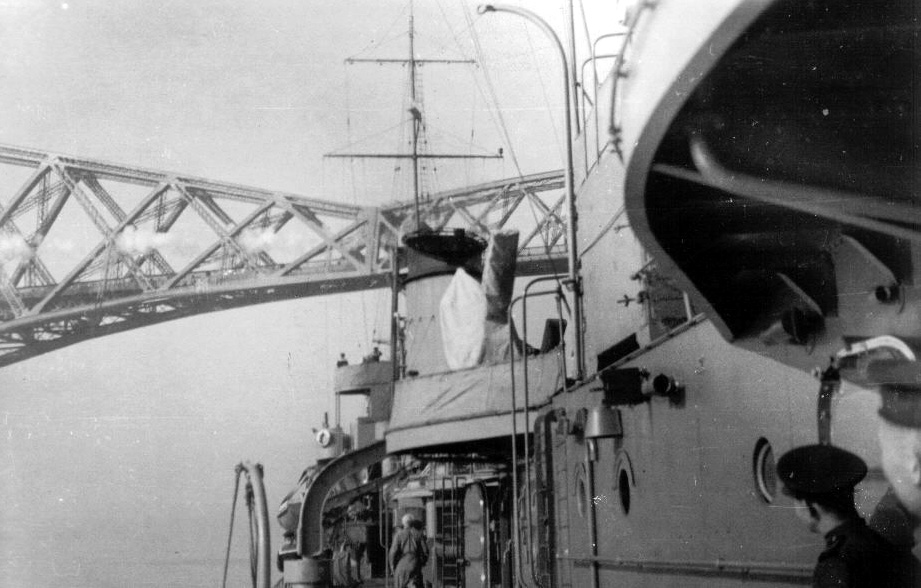
Destroyer polonais (Błyskawica ou Grom) sous le pont ferroviaire du Forth en Écosse

Comme les tensions entre la Pologne et l'Allemagne augmentaient, le commandant de la flotte polonaise, le contre-amiral Józef Unrug signa l'ordre d'opération le 26 août 1939, un jour après la signature du pacte de défense commune anglo-polonais (en) ; l’ordre fut envoyé dans des enveloppes scellées aux navires. Le 29 août, la flotte reçut le signal « Pékin, Pékin, Pékin » du commandant en chef polonais, le maréchal Śmigły-Rydz : « Exécuter Pékin ». À 12 h 55, les navires reçurent le signal par des drapeaux de signalisation ou par radio de la tour de contrôle de Oksywie, les capitaines respectifs des navires ouvrirent les enveloppes, et partirent à 14h15 sous le commandement du capitaine de frégate Roman Stankiewicz (pl). Le Błyskawica était commandé par le capitaine de frégate Włodzimierz Kodrębski, le Burza par le capitaine de frégate Stanisław Nahorski (pl) et le Grom par le capitaine Aleksander Hulewicz (pl).
Les navires traversèrent sans aucun problème la mer Baltique, entrèrent dans l’Øresund après minuit. Dans le passage, ils rencontrèrent le croiseur léger allemand Königsberg et un destroyer, la guerre n'ayant pas encore commencé, il n'y eut pas de combat. Les navires polonais sont ensuite passés dans le Cattégat et le Skagerrak. Le 31 août, les navires furent repérés et suivis par des hydravions de reconnaissance allemands, et le groupe mit le cap vers la Norvège afin de déjouer la surveillance au cours de la nuit, et reprirent leur cap initial vers le Royaume-Uni. Les navires entrèrent dans la mer du Nord, et à 9 h 25 le 1er septembre apprirent l'invasion allemande de la Pologne. À 12 h 58, ils rencontrèrent les destroyers de la Royal Navy HMS Wanderer et HMS Wallace et reçurent à bord un officier de liaison. À 17 h 37, ils se mirent à couple à Leith, le port d'Édimbourg.

## Conséquences
Le plan Pékin suscita une controverse en Pologne, mais il s'avéra être une sage décision. Les navires servirent aux côtés de la Royal Navy pendant le reste de la guerre, et l’ORP Burza et l’ORP Błyskawica survécurent à la guerre. D'autre part, tous les autres navires de surface (en) de la marine polonaise qui étaient restés dans la mer Baltique furent engagés et coulés ou capturés par les forces allemandes, la première bataille étant celle de la baie de Dantzig le 1er septembre. Le sort des deux plus grands navires restants fut éloquent : le quatrième destroyer polonais, le Wicher, et le plus grand navire de la marine polonaise, le mouilleur de mines lourd Gryf, furent tous les deux coulés au troisième jour de la guerre, le 3 septembre.
Quant aux Allemands, confrontés au plan Pékin le 30 août, ils rappelèrent de la mer Baltique l'unité tactique qui avait été prévue pour les engager, les trois croiseurs légers Nürnberg, Köln et Leipzig, sous le commandement du vice-amiral Densch (en).

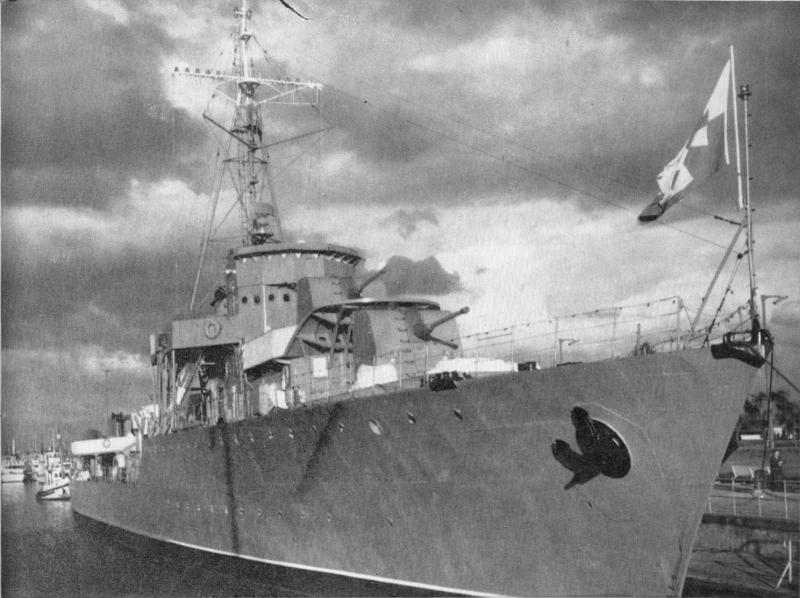
ORP Burza
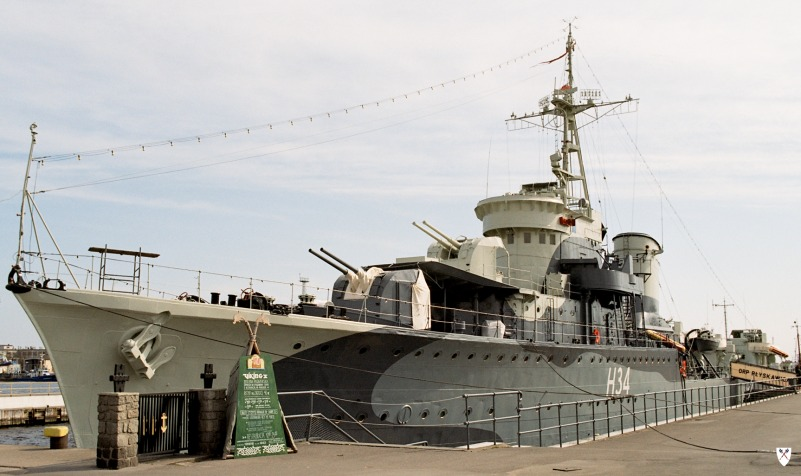
ORP Błyskawica